# 笠原幸雄
笠原幸雄（日语：笠原幸雄，1889年11月6日—1988年1月2日），大日本帝國陸軍将领，仙台人，1913年毕业于陆军士官学校，1918年毕业于陸軍大學校，1929年至1932年担任日本驻莫斯科武官，熟悉俄语，期间曾向日本国内发送电报呼吁日本对苏联发动战争，电报被苏方截获。回国后，他在参谋本部第二部第四课负责对苏联事务，积极主张北進論。后曾参与日本侵华战争，于1939年至1941年担任北支那方面軍参谋长，1941年至1942年任第12师团师团长，1942年至1945年任关东军参谋长。1945年任第11军司令官，参与豫湘桂会战及桂柳会战。9月，在中国南昌任第五受降区日军投降代表，由薛岳接受其投降。